# Безерра, Рони Мариану
Ро́ни Мариа́ну «Дже́йсон» Безе́рра ди Ли́ма (порт.-браз. Rony Mariano "Jason" Bezerra de Lima; род. 21 марта 1984, Кишада) — бразильский боец смешанного стиля, представитель полулёгкой весовой категории. Выступает на профессиональном уровне начиная с 2006 года, известен прежде всего по участию в турнирах бойцовской организации UFC, победитель бойцовского реалити-шоу The Ultimate Fighter.

## Биография
Рони Мариану Безерра родился 21 марта 1984 года в муниципалитете Кишада штата Сеара, Бразилия. В возрасте шестнадцати лет начал серьёзно заниматься бразильским джиу-джитсу, показывал неплохие результаты, выиграл несколько региональных титулов — в конечном счёте удостоился в этой дисциплине чёрного пояса. Также осваивал кикбоксинг и дзюдо. Некоторое время учился в юридической школе, но затем бросил учёбу, решив стать профессиональным бойцом ММА.

### Начало профессиональной карьеры
Дебютировал в смешанных единоборствах на профессиональном уровне в мае 2006 года, выиграв у своего соперника техническим нокаутом во втором раунде. С переменным успехом дрался в небольших бразильских промоушенах, встречался в бою с такими известными соотечественниками как Ренан Баран и Женаир да Силва, но обоим уступил. Отметился победой над достаточно сильным бойцом Фелипи Арантисом. Завоевал титул чемпиона организации Max Fight в полулёгкой весовой категории.
Безерра взял себе прозвище «Джейсон» как отсылку к маньяку Джейсону Вурхизу, персонажу фильмов ужасов «Пятница, 13-е» — традиционно выходит на бои в такой же хоккейной маске.

### The Ultimate Fighter
Имея в послужном списке десять побед и только три поражения, в 2012 году Безерра стал одним из участников первого бразильского сезона популярного бойцовского реалити-шоу The Ultimate Fighter. Выиграл у своего соперника на отборочном этапе и под пятым общим номером был выбран в команду Вандерлея Силвы.
На стадиях четвертьфиналов и полуфиналов благополучно прошёл Аниставиу Медейруса и Угу Виану соответственно. В решающем финальном поединке встретился с Годофреду Кастру и выиграл у него единогласным решением судей в трёх раундах, став таким образом победителем шоу в полулёгком весе.

### Ultimate Fighting Championship
Благодаря успешному выступлению в шоу TUF Безерра получил возможность подписать долгосрочный контракт с крупнейшей бойцовской организацией мира Ultimate Fighting Championship. В том же 2012 году вышел в октагон против Сэма Сицилии и победил его техническим нокаутом во втором раунде, заработав бонус за лучший нокаут вечера.
В 2013 году выиграл технической сдачей у Майка Уилкинсона, но затем был нокаутирован Джереми Стивенсом.
В 2014 году техническим нокаутом взял верх над Стивеном Сайлером и раздельным судейским решением потерпел поражение от Робби Перальты.
В мае 2015 года в поединке с Деймоном Джексоном с помощью «треугольника» в первом же раунде принудил соперника к сдаче и даже получил награду за лучшее выступление вечера, однако позже появилась информация о проваленном допинг-тесте — в его пробе обнаружили следы запрещённого диуретика гидрохлоротиазида. Боец признал вину и получил отстранение сроком на девять месяцев, кроме того, руководство UFC лишило его денежного бонуса в 50 тыс. долларов, полагающегося за лучшее выступление вечера.
По окончании срока дисквалификации Безерра вернулся в ММА, но уже не имел былого успеха — в 2016 и 2017 годах последовали поражения по очкам от Денниса Бермудеса и Джереми Кеннеди соответственно. На этих поражениях его сотрудничество с UFC подошло к концу.

## Статистика в профессиональном ММА
| Боёв 22         | Побед 14 | Поражений 7 |
| --------------- | -------- | ----------- |
| Нокаутом        | 5        | 2           |
| Сдачей          | 8        | 1           |
| Решением        | 1        | 4           |
| Не состоявшихся | 1        | 1           |

| Результат    | Рекорд   | Соперник            | Способ                          | Турнир                                  | Дата             | Раунд | Время | Место                    | Примечание                                              |
| ------------ | -------- | ------------------- | ------------------------------- | --------------------------------------- | ---------------- | ----- | ----- | ------------------------ | ------------------------------------------------------- |
| Поражение    | 14-7 (1) | Джереми Кеннеди     | Единогласное решение            | UFC Fight Night: Belfort vs. Gastelum   | 11 марта 2017    | 3     | 5:00  | Форталеза, Бразилия      |                                                         |
| Поражение    | 14-6 (1) | Деннис Бермудес     | Единогласное решение            | UFC Fight Night: Rodríguez vs. Caceres  | 6 августа 2016   | 3     | 5:00  | Солт-Лейк-Сити, США      |                                                         |
| Не состоялся | 14-5 (1) | Деймон Джексон      | Результат отменён               | UFC Fight Night: Condit vs. Alves       | 30 мая 2015      | 1     | 3:31  | Гояния, Бразилия         | Выиграл сдачей, но провалил допинг-тест.                |
| Поражение    | 14-5     | Робби Перальта      | Раздельное решение              | The Ultimate Fighter Brazil 3 Finale    | 31 мая 2014      | 3     | 5:00  | Сан-Паулу, Бразилия      |                                                         |
| Победа       | 14-4     | Стивен Сайлер       | TKO (удары руками)              | UFC Fight Night: Shogun vs. Henderson 2 | 23 марта 2014    | 1     | 1:17  | Натал, Бразилия          |                                                         |
| Поражение    | 13-4     | Джереми Стивенс     | KO (ногой в голову)             | UFC Fight Night: Belfort vs. Henderson  | 9 ноября 2013    | 1     | 0:40  | Гояния, Бразилия         |                                                         |
| Победа       | 13-3     | Майк Уилкинсон      | Техническая сдача (треугольник) | UFC on Fuel TV: Nogueira vs. Werdum     | 8 июня 2013      | 1     | 1:24  | Форталеза, Бразилия      |                                                         |
| Победа       | 12-3     | Сэм Сицилия         | TKO (удары руками)              | UFC 153                                 | 13 октября 2012  | 2     | 4:16  | Рио-де-Жанейро, Бразилия | Нокаут вечера.                                          |
| Победа       | 11-3     | Годофреду Кастру    | Единогласное решение            | UFC 147                                 | 23 июня 2012     | 3     | 5:00  | Белу-Оризонти, Бразилия  | Выиграл The Ultimate Fighter: Brazil в полулёгком весе. |
| Победа       | 10-3     | Режиналду Виейра    | Сдача (рычаг локтя)             | Max Fight 10                            | 10 ноября 2011   | 1     | 1:25  | Сан-Паулу, Бразилия      | Выиграл титул чемпиона Max Fight в полулёгком весе.     |
| Победа       | 9-3      | Андерсон ди Деус    | Сдача (треугольник руками)      | High Fight Rock 1                       | 17 сентября 2011 | 1     | 3:12  | Гояния, Бразилия         |                                                         |
| Победа       | 8-3      | Марлон Медейрус     | Сдача (треугольник)             | Max Fight 9                             | 16 июля 2011     | 1     | 3:14  | Кампинас, Бразилия       |                                                         |
| Победа       | 7-3      | Диегу Рибейру       | TKO (удары руками)              | Face to Face 4                          | 23 апреля 2011   | 1     | 0:43  | Рио-де-Жанейро, Бразилия |                                                         |
| Победа       | 6-3      | Журандир Сардинья   | Сдача (треугольник)             | Win Fight & Entertainment 8             | 15 декабря 2010  | 1     | 1:15  | Салвадор, Бразилия       |                                                         |
| Поражение    | 5-3      | Женаир да Силва     | TKO (остановлен врачом)         | Platinum Fight Brazil 2                 | 5 декабря 2009   | 2     | 5:00  | Рио-де-Жанейро, Бразилия |                                                         |
| Победа       | 5-2      | Фелипи Алвис        | Сдача (удушение сзади)          | Hawk Fight Championship                 | 10 октября 2009  | 1     | 0:38  | Риу-Негринью, Бразилия   |                                                         |
| Победа       | 4-2      | Фелипи Арантис      | Сдача (треугольник)             | Samurai Fight Combat                    | 12 сентября 2009 | 1     | 4:53  | Куритиба, Бразилия       |                                                         |
| Поражение    | 3-2      | Жуан Паулу Родригес | Сдача (стомп)                   | Platinum Fight Brazil 1                 | 13 августа 2009  | 2     | 2:30  | Натал, Бразилия          |                                                         |
| Победа       | 3-1      | Ренан Фалкон        | Сдача (рычаг локтя)             | Leal Combat MMA                         | 4 сентября 2007  | 1     | N/A   | Мосоро, Бразилия         |                                                         |
| Поражение    | 2-1      | Ренан Баран         | Раздельное решение              | Cage Fight Nordeste                     | 9 ноября 2006    | 3     | 5:00  | Натал, Бразилия          |                                                         |
| Победа       | 2-0      | Фернанду Гарднер    | KO (стомп)                      | Hikari Fight                            | 8 ноября 2006    | 1     | N/A   | Натал, Бразилия          |                                                         |
| Победа       | 1-0      | Алесандру Кабека    | TKO (удары руками)              | Nordeste Mega Fight Vale Tudo 2         | 4 мая 2006       | 2     | 4:15  | Мосоро, Бразилия         |                                                         |